# آنتوان‌لئونارد دو شزی

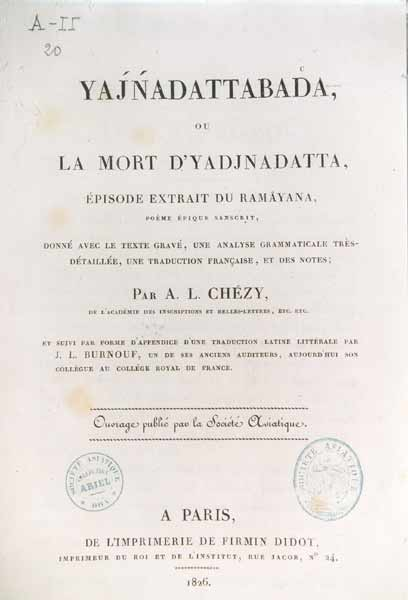
صفحه عنوان Yajnadatabada ، ترجمه آنتوان‌لئونارد دو شزی.

آنتوان‌لئونارد دو شزی (فرانسوی: Antoine-Léonard de Chézy) ( ۱۵ ژانویهٔ ۱۷۷۳ – ۳۱ اوت ۱۸۳۲) خاورشناس، زبان‌شناس، استاد، مترجم، و نویسنده اهل فرانسه و از نخستین اروپایی‌هایی بود که زبان سانسکریت می‌دانست.
وی همچنین برندهٔ جوایزی همچون لژیون دونور (شوالیه) شده است.

## زندگی‌نامه
او در نویی به دنیا آمد. پدرش، آنتوان دو شزی (۱۷۱۸-۱۷۹۸)، مهندسی فرانسوی بود که سرانجام مدیر مدرسه پونتس و شوسه شد. پسر که برای جانشینی پدرش در نظر گرفته شده بود. در سال ۱۷۹۹ شغلی در بخش نسخه های خطی شرقی کتابخانه ملی فرانسه به دست آورد  در حدود سال ۱۸۰۳، او شروع به مطالعه سانسکریت کرد و اگرچه دستور زبان یا فرهنگ لغت نداشت، موفق شد دانش کافی از زبان را به دست آورد تا بتواند به آن زبان شعر بگوید.
در پاریس بین سالهای ۱۸۰۰ و ۱۸۰۵، همسر فریدریش شلگل ، دوروتیا ، او را به هلمینا فون شزی معرفی کرد که برخلاف رسم و سنت آن زمانه، زنی مطلقه و بسیار جوان بود که برای خبرنگاری در روزنامه های آلمانی به پاریس آمده بود. آنها در سال ۱۸۰۵ ازدواج کردند و صاحب دو پسر شدند: ویلهلم تئودور فون چزی (۱۸۰۶-۱۸۶۵) و ماکس فون چزی (۱۸۰۸-۱۸۴۶) که نقاش شد. با این حال، این ازدواج در نهایت موفقیت آمیز نبود و این زوج اگرچه طلاق نگرفتند، اما در سال ۱۸۱۰ از هم جدا شدند. شزی تا زمان مرگش به پرداخت سالانه برای حمایت مالی از همسر سابقش ادامه داد.
او اولین استاد زبان سانسکریت بود که در کالج دو فرانس (۱۸۱۵) منصوب شد،  جایی که شاگردانش شامل الکساندر لانگلوا ، آگوست-لوئیس-آرماند لوزلور-دزلونگشان و به ویژه یوژن برنوف بود که جانشین او در کالج شد. او در سال ۱۸۳۲ درگذشت.
او یکی از شوالیه‌های لژیون دونور و عضو فرهنگستان کتیبه‌شناسی و زبان‌های باستانی فرانسه بود. 
از جمله آثار او عبارتند از:
- Medjnoun et Leïla (1807)، از فارسی .
- Yadjnadatta-badha ou la mort d'Yadjnadatta (1814).
- La Reconnaissance de Sacountala (1830)، از سانسکریت.
- Anthologie érotique d'Amarou (1831)، با نام مستعار AL Apudy منتشر شد. [۶]